# 沙地粉苞菊
沙地粉苞菊（学名：Chondrilla ambigua），为菊科粉苞菊属下的一个植物种。